# 馬龍尼禮天主教哥倫比亞宗座代牧區
馬龍尼禮天主教哥倫比亞宗座代牧區（拉丁語：Exarchatus Apostolicus Columbiae）是一個服務哥倫比亞馬龍尼禮東儀天主教教友的宗座代牧區，直屬聖座。
代牧成立於2016年1月20日，教座位於哥倫比亞首都波哥大。現任宗座代牧為法迪·亞布·切貝爾。他同時被委任為秘魯和厄瓜多爾的巡視員。